# GEOMILL326
高精度マイクロミル「GEOMILL326」（こうせいどマイクロミル）は、独立行政法人海洋研究開発機構地球内部変動研究センターと国立大学法人島根大学が共同開発した、岩石試料をマイクロメートル単位で切削できる機械である。

## 特徴
いままでは技術的に困難であった、化石や岩石試料の目標箇所をマイクロメートル単位で切削できるのが特徴。安定した微小領域切削が可能となることで、化石や岩石試料から微量のサンプルで、より高い精度の化学分析結果を出すことが可能となった。また、専用ソフト（VBA）を使用することで、Excelを用いた座標指定切削が可能となり、表面研磨したサンゴ骨格や貝殻等の成長線など、あらゆる地質試料の特定部位の自動切削もでき、操作性および利便性の高い機械となっている。

## 製品仕様
装置にCMOSカメラを装着することで、PC上での簡単にリアルタイム観察ができる。また、ステッピングモータ駆動の試料ステージを装着し、CMOSカメラから得た画像の情報を座標化することで、表面研磨したサンゴ骨格や貝殻等の成長線など、あらゆる地質試料の特定部位の切削できる。

## 関連商品
粉体回収装置「吸収男児」 - 高精度マイクロミル「GEOMILL326」が切削した粉末サンプルを回収することができる装置。